# Via Lauretana (Umbria-Marche)
La via Lauretana è un'antica via di pellegrinaggio mariano che, fin dal Medioevo, ha collegato Roma al Santuario della Santa Casa di Loreto.
La strada fu molto battuta nel XVI e XVII secolo, in connessione con il pellegrinaggio mariano, ma risulta essere già frequentata dal XIII secolo, quando aveva la funzione di collegare Roma al porto adriatico di Ancona. 
Il tratto che si distacca dalla Flaminia a Foligno, che può essere propriamente detto via Lauretana, si conserva oggi in quello della moderna Strada statale 77 della Val di Chienti.

## Percorso e tappe itinerarie

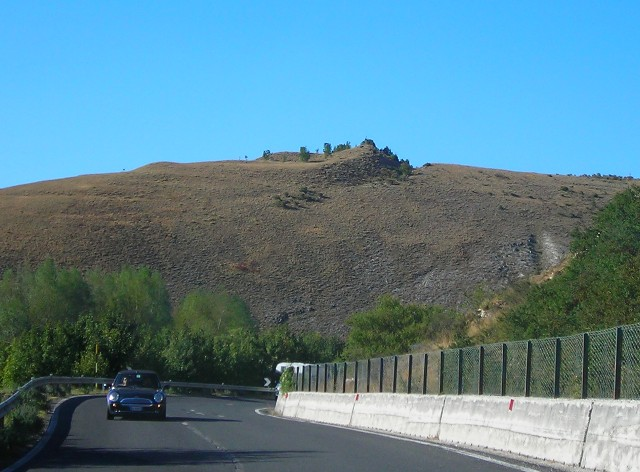
La Statale della Val di Chienti nei pressi di Colfiorito, con il castelliere di monte Croce di Cassicchio sullo sfondo. Il tracciato moderno ripercorre l'itinerario della Lauretana vera e propria.

Partendo da Roma, il percorso dell'itinerario Lauretano coincide inizialmente con la Via Flaminia, toccando i borghi del Lazio, dell'Etruria meridionale e dell'Umbria, come Civita Castellana, Narni, Spoleto e Foligno. Giunta a questo punto, il percorso si trasforma in quello che può definirsi, più propriamente, via Lauretana: si separa dal corso della Flaminia, piegando verso il valico appenninico di Colfiorito prima di giungere infine a Loreto.

### Descrizione seicentesca
Una descrizione del percorso e delle soste osservate dai pellegrini, si desume dalla letteratura itineraria. Guglielmo Molo, ad esempio, nel suo Viaggio spirituale per visitare la Santissima Casa di Loreto et i Santi Corpi de i gloriosi Apostoli Pietro e Paolo, pubblicato a Pavia nel 1613 così enumerava, in ordine di percorrenza inverso, i tratti intermedi e le tappe itinerarie del pellegrinaggio:
«[...] da Loreto a Recanati, da Recanati a Macerata, da Macerata a Tolentino, da Tolentino a Valcimarra, da Valcimarra alla Polverina, dalla Polverina alla Muccia, dalla Muccia a Seravalle, da Seravalle a Verchiano, da Verchiano a Camara, da Camara al Passo, dal Passo a Spoleto, da Spoleto a Val Stretura, da  Val Stretura a Terni, da Terni a Narni, da Narni a Otricoli, da Otricoli al Tevere et qui si imbarca per spazio di un miglio fino a Borghetto; da Borghetto a Civita Castellana, da Civita Castellana a Rignano, da Rignano a Castel Novo, da Castel Novo a Prima Porta, da Prima Porta a Roma»

## Assistenza ai pellegrini
L'itinerario offriva, a pellegrini e viandanti in transito, la possibilità di ricovero e assistenza in numerose strutture presenti lungo il percorso, locande, ospedali e luoghi di ospitalità. Tali strutture erano spesso gestite da confraternite o ordini religiosi. Esempi ne erano il convento-ospedale di Valloncello, a Belforte del Chienti (diocesi di Camerino), che concedeva assistenza ed ospitalità a malati e lebbrosi. 
Presso Colfiorito sorgeva invece un convento, eretto per uno scopo simile dai frati Clareni.